# .ga
.ga為加蓬國家及地區頂級域（ccTLD）的域名，作为免费域名服务向公众开放。.ga於1994年12月12日啟用。1998年至2004年间，它由加蓬共和国邮政和电信办公室管理，然后由加蓬电信公司接手。

## 外部連結
- IANA .ga whois information（页面存档备份，存于）